# Трагедия в Дулуге
Трагедия в Дулуге — событие, произошедшее 30-31 марта 1849 года во время Великого Голода в Ирландии в графстве Мейо.

## Ход событий
В пятницу 30 марта 1849 года двое чиновников из Вестпорта прибыли в Луисбург для инспекции. Они должны были проверить, нуждаются ли люди, получавшие до этого помощь, в её получении в дальнейшем. По какой-то причине инспекция не состоялась, и чиновники уехали в Дельфи-Лодж. Люди, собравшиеся для инспекции, получили инструкцию прибыть туда же к 7 утра следующего дня, если они хотят продолжить получать помощь. Это привело к маршу сотен уже измождённых людей в направлении Дельфи-Лодж в условиях очень плохой погоды.

## Последствия
Согласно отправленному в  местную газету письму, у дороги было найдено семь тел, в том числе женщин и детей, а ещё девять человек так и не добрались ни до пункта назначения, ни до своих домов. Местный фольклор, однако, повествует о гораздо большем количестве погибших.

## Память
Об этом событии напоминают крест и ежегодное «голодное шествие». В долине Дулуг установлен монумент с цитатой Махатмы Ганди: "Это всегда было тайной для меня: как люди могут уважать себя, унижая таких же, как они сами?"